# Завод метанолу в Новочеркаську
Завод метанолу в Новочеркаську – підприємство хімічної промисловості, що діяло у Ростовській області Росії.
Після розгрому Німеччини у Другій світовій війні до рук СРСР потрапило чимало германських заводів, призначених для виробництва синтетичного пального з вугілля. Декілька з них вивезли до СРСР та спробували повторно запустити, зокрема обладнання одного з верхньосилезьких майданчиків у підсумку доправили до Новочеркаська, де в 1952-му створили завод № 17, який в подальшому став Новочеркаським заводом синтетичних продуктів.
Германський завод мав річну потужність у 40 тисяч тонн пального, проте в Новочеркаську його так і не вдалось вивести на скіль-небудь значний обсяг виробництва. У підсумку вирішили використати обладнання для продукування метанолу, і в 1965-му почали випуск цього продукту. За кілька років узялись за розширення майданчику і в 1975-му вивели його потужність по метанолу на рівень у 260 тисяч тонн. Крім того, в якийсь момент сировину змінили з вугілля на природний газ, що надходив до Новочеркаську по системі Північний Кавказ – Центр.
Частину отриманого метанолу використовували на тому ж майданчику для випуску формаліну (формальдегіду) та різноманітних похідних – 1,4-бутандіолу (продукт реакції формальдегіду та ацетилену), гамма-бутіролактону (дегідроциклізацією 1,4-бутандіолу), 2-пірролідону (утворюється з гамма-бутіролактону та аміаку) та інших.
Є відомості, що на заводі була встановлена колона точної ректифікації, так що в асортимент продукції входили індивідуальні вуглеводні високої чистоти, в тому числі α-олефіни з непарним вуглецевим номером.
Після краху планової економіки завод опинився у складному становищі. В 1996-му його встановлену потужність по метанолу переномінували на 160 тисяч тонн, а в наступні кілька років знизили до 120 тисяч тонн. В тих же 1990-х під час виводу з експлуатації застарілого обладнання завершили свою роботу і останні технологічні апарати, колись захоплені в Силезії.
У 2005 та 2006 роках завод випустив відповідно 96 та 92 тисячі тонн метанолу, при цьому власне споживання склало 14 та 10 тисяч тонн відповідно. 
У 2000-х роках майданчик кілька раз змінив власників, і в 2007-му навіть оголосили, що модернізація дозволила довести проєктну потужність по метанолу до 160 тисяч тонн. Втім, вже у 2009-му майданчик зупинили через нерентабельність.